# Kaisermühlen
Kaisermühlen ist seit 1850 ein Stadtteil Wiens. Er war im 2., dann im 21. Bezirk und befindet sich heute im 22. Gemeindebezirk, der Donaustadt, und ist eine der 89 Wiener Katastralgemeinden. Ein kleiner Teil von Kaisermühlen liegt im 21. Gemeindebezirk Floridsdorf.

## Geografie

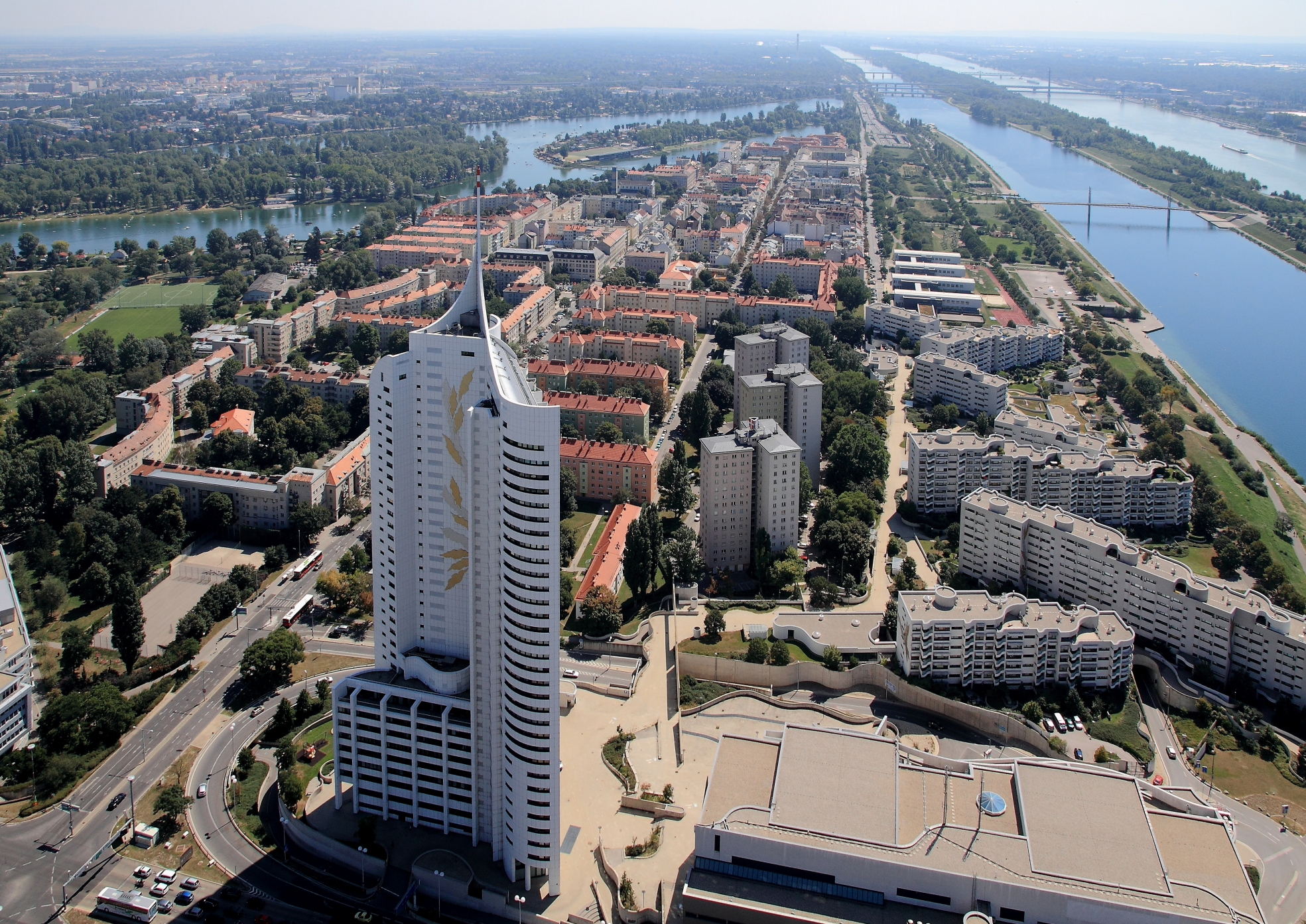
Kaisermühlen. Blick vom DC Tower Richtung Südost.

Obwohl der Bezirksteil Kaisermühlen auch den Donaupark, die Donau City und einen Teil der Donauinsel umfasst, wird im allgemeinen Sprachgebrauch mit Kaisermühlen meist die Wohngegend zwischen Am Kaisermühlendamm, Wagramer Straße und den Nebenarmen der Alten Donau gemeint.
Kaisermühlen liegt im Westen des Bezirks Donaustadt. Im Südwesten grenzt es entlang der Donau an den 2. Bezirk, Leopoldstadt, im Nordwesten entlang der Donauturmstraße an den Floridsdorfer Bezirksteil Donaufeld (21. Bezirk). Entlang der Oberen und Unteren Alten Donau verläuft die Grenze zu Donaufeld und den beiden Donaustädter Bezirksteilen Kagran und Stadlau. Die Katastralgemeinde Kaisermühlen erstreckt sich auf einem Gebiet von 558,4 ha, wovon 20,45 ha im Gebiet des Gemeindebezirks Floridsdorf liegen. Dabei handelt es sich großteils um Wasserfläche der Alten Donau sowie um Verkehrsflächen im Bereich des Autobahnknotens Donaupark.
Die älteren Gebäude von Kaisermühlen (vor allem im zentralen Bereich um den Schüttauplatz) wurden von der Stadt Wien zu einer Schutzzone zusammengefasst.

## Namensherkunft
Das 1674 erstmals urkundlich erwähnte Kaisermühlen (damals noch lautend auf „Hof- und Kaisermühlen“) gehörte ursprünglich zu Stadlau. Der Name bezieht sich auf die damals dort ansässigen Mühlenbesitzer und Schiffer, deren Schiffmühlen sich am Kaiserwasser, einem wichtigen Arm des damaligen Donauverlaufs bei Wien, befanden. Auch auf dem Wappen Kaisermühlens ist eine Schiffmühle abgebildet.

## Geschichte

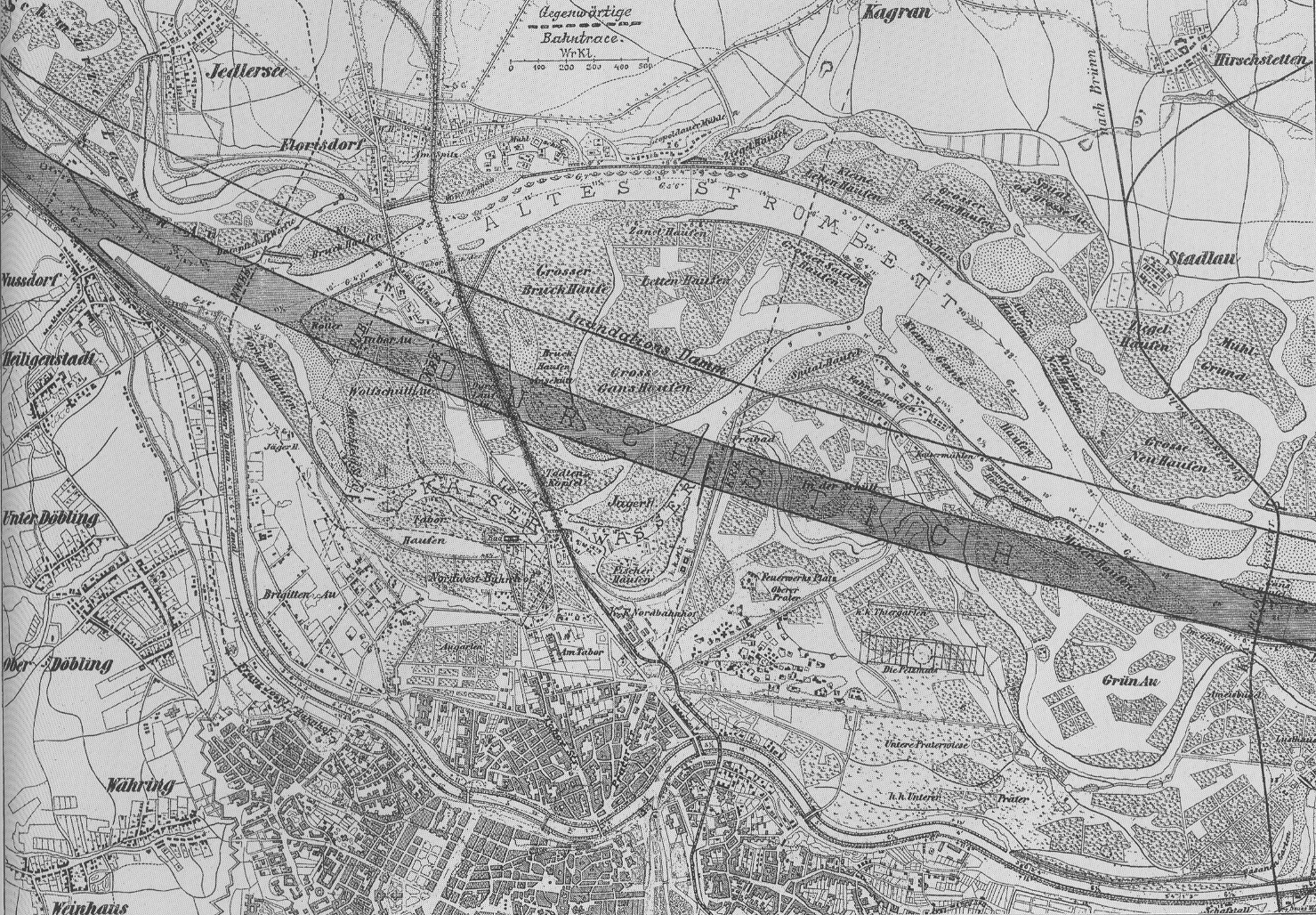
Donauregulierung 1870–1875

Kaisermühlen befand sich bis 1875 am rechten Ufer des Hauptarmes der damals noch unregulierten Donau. Hier wohnten vor allem die Betreiber der namensgebenden Schiffmühlen, aber auch Flößer und Fischer. 1830 wurde im Bereich des heutigen Gänsehäufels eine Dampfschiffstation errichtet, wodurch Kaisermühlen an wirtschaftlicher Bedeutung gewann. Bei der Eingemeindung im Jahr 1850 wurde Kaisermühlen aufgrund seiner Lage ein Teil des neuen 2. Wiener Gemeindebezirkes, Leopoldstadt.
Die Reichsbrücke, wichtigste Donaubrücke Wiens, entstand von 1872 bis 1876 als „Kronprinz-Rudolf-Brücke“ im Zuge der Donauregulierung, wurde 1937 neu gebaut und nach ihrem Einsturz am 1. August 1976 im Jahr 1980 abermals neu errichtet.
Nach der Donauregulierung von 1870 bis 1875 befand sich Kaisermühlen am linken Ufer der Donau. Die Schiffmühlen ließen sich an der stehenden Alten Donau (dem früheren Hauptarm) nicht mehr betreiben, außerdem waren sie im Zuge der industriellen Revolution zunehmend bedeutungslos geworden. Sie verschwanden daher bald. Die Dampfschiffstation musste an das stadtseitige Ufer des neuen Hauptstromes (Handelskai) verlegt werden, wodurch für Gastronomen und Fuhrwerker in Kaisermühlen eine wichtige Einnahmequelle wegfiel. Das Ortsgebiet wurde zum Teil rasterförmig mit „Zinskasernen“ (Mietwohnhäusern mit geringem Standard) verbaut, einige Flächen wurden Industriebetrieben gewidmet.

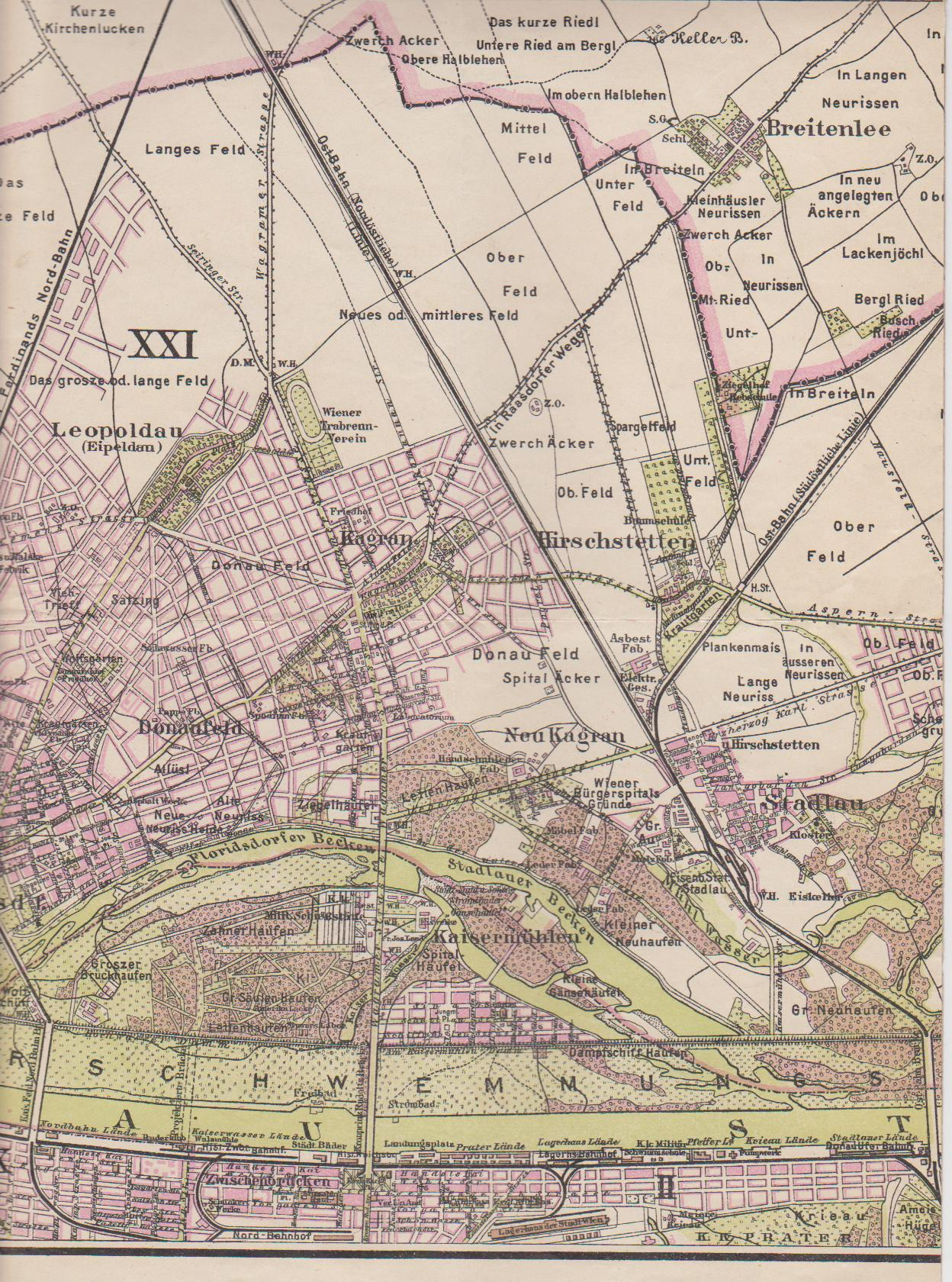
Kaisermühlen, damals zum 2. Bezirk gehörig, und seine Nachbarorte im 21. Bezirk auf einem Stadtplan aus dem Jahr 1912

1898 nahm die Straßenbahn der Wien – Kagraner Bahn in der Wagramer Straße und über die Reichsbrücke den Betrieb auf; der Rand Kaisermühlens war damit an den öffentlichen Verkehr angebunden. Von 1899 an wurde durch die Schüttaustraße bis zum Schüttauplatz gefahren, wo sich unweit der Brücke zum Gänsehäufel bis 1982 die Straßenbahnendstation befand. Zumeist konnte man von Kaisermühlen ohne umzusteigen zum Praterstern fahren, viele Jahre lang bis zum Franz-Josefs-Kai am Donaukanal und zur Ringstraße.

Kaisermühlen auf einer Luftaufnahme im Jahr 1934

In der Zwischenkriegszeit entstanden große Gemeindebauten, unter anderen der Goethehof, der einer der wichtigsten Schauplätze der Februarkämpfe 1934 war und durch Brumowski sogar aus der Luft angegriffen wurde. Es entstanden aber auch, nördlich der Wagramer Straße, das Bretteldorf und ein großer Mistablagerungsplatz; beide verschwanden erst Jahrzehnte später  (siehe unten).
Nach dem „Anschluss Österreichs“ an das nationalsozialistische Deutsche Reich wurde Kaisermühlen im neuen Groß-Wien, das durch zahlreiche Eingemeindungen auch am linken Donauufer entstand, im Herbst 1938 vom 2. zum 21. Bezirk, Floridsdorf, transferiert. Seit 1954 bildet Kaisermühlen mit sieben weiteren ehemaligen Gemeinden den gegenüber der NS-Zeit verkleinerten und teilweise nach Norden verschobenen 22. Bezirk, Donaustadt.
Drei 14-stöckige Hochhäuser am mittlerweile überplatteten Kaisermühlendamm sind Teile des Marshallhofs und wurden 1953–1959 von der Stadt Wien nach Plänen des Architekten Hermann Stiegholzer errichtet.
Auf dem Areal des heutigen Donauparks befand sich bis 1960 ein städtischer Mistplatz; das Gelände wurde anschließend saniert und war 1964 Schauplatz der Wiener Internationalen Gartenbauausstellung (wig64). Damals wurde als neues Wahrzeichen der Donauturm errichtet, heute das höchste Bauwerk Österreichs. Auf dem früheren Überschwemmungsgebiet (Inundationsgebiet) wurden in den 1970er bis 1980er Jahren die Neue Donau als meist stehender Nebenarm des Stromes und die Donauinsel zwischen Hauptstrom und Neuer Donau (bürokratisch lange Zeit als Entlastungsgerinne bezeichnet) errichtet.
Die UNO-City, die die Skyline der Gegend weiter veränderte, wurde 1979 eröffnet. Am 3. September 1982 wurde an der Wagramer Straße die U-Bahn-Station Kaisermühlen in Betrieb genommen, die auch einen Direktzugang zur UNO-City besitzt und die Donau City erschließt; der Ortskern Kaisermühlens wird seither von dort aus mit Linienautobussen bedient.

## Gegenwart

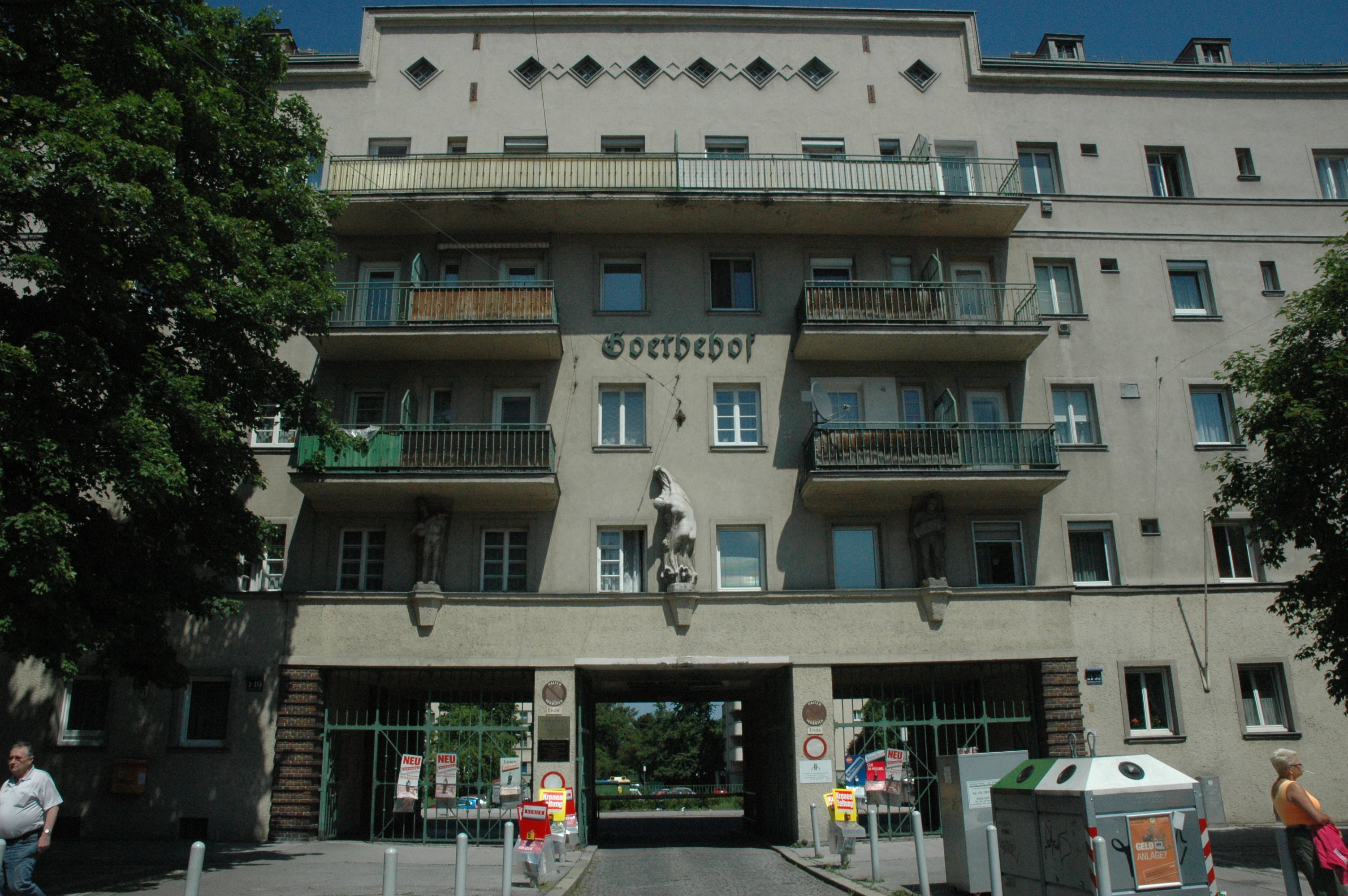
Goethehof

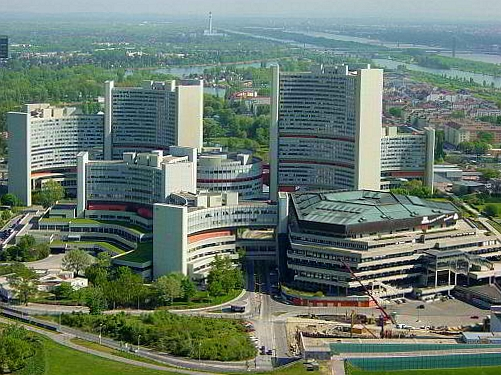
UNO-City mit dem Vienna International Centre und, rechts im Vordergrund, dem Austria Center Vienna

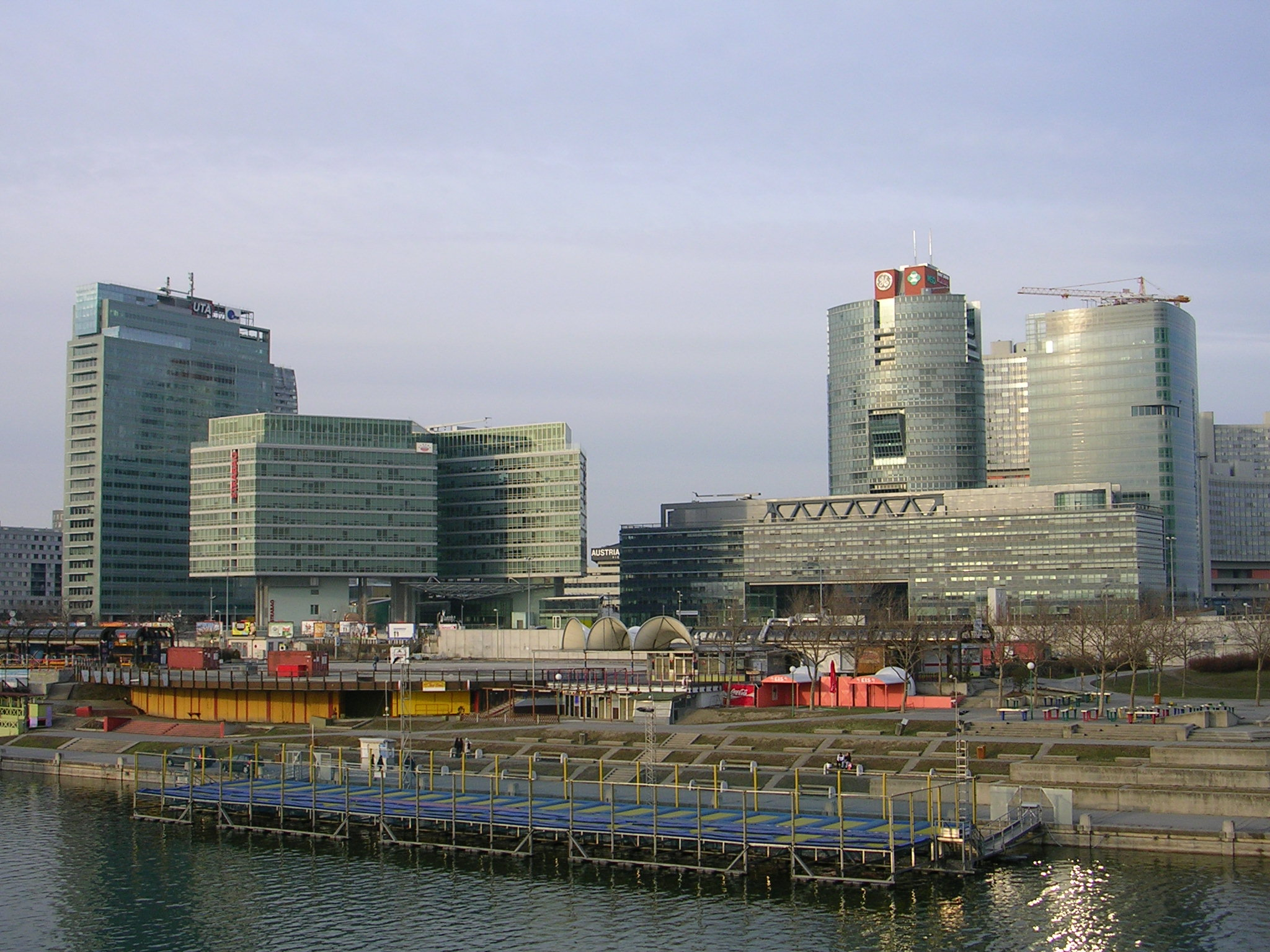
Donau City

Webster University Vienna, 2009; 2014 in den 2. Bezirk übersiedelt

Die Reichsbrücke ist nach wie vor die wichtigste Verbindung Kaisermühlens mit dem Stadtzentrum. Sie verbindet nicht nur die beiden Stromufer, sondern erstreckt sich auch über die Donauinsel und die  Neue Donau. Zum 25-jährigen Bestehen der heutigen Reichsbrücke wurde sie 2005 einer gründlichen Renovierung unterzogen.
Weitere Brücken in Kaisermühlen sind unter anderem die Kagraner Brücke und die parallel verlaufende U-Bahn-Brücke über die Alte Donau sowie die Ponte Cagrana und die Kaisermühlenbrücke über die Neue Donau.
Von internationaler Bedeutung ist der Gesamtkomplex der UNO-City am Rand des Donauparks. Zu ihr gehören das 1979 eröffnete Vienna International Centre, das Amtssitze internationaler Organisationen umfasst, und das später errichtete Austria Center Vienna, ein von Österreich betriebenes Kongresszentrum. Gleich daneben befindet sich das moderne Büro- und Wohnviertel Donau City.
Die wegen ihrer auffälligen Architektur bekannte Donaucity-Kirche befindet sich auf dem Areal der Donau City. Auf dem Schüttauplatz befindet sich die Pfarrkirche Kaisermühlen, die Herz-Jesu Basilika. Die Säulen der byzantinischen Basilika stammen aus dem Wiener Ringtheater, das am 8. Dezember 1881 abgebrannt ist. Der modern und schnörkellos gestaltete Glockenturm wurde erst 1966 neben die Kirche gebaut. Beide Kirchen werden von der römisch-katholischen Ordensgemeinschaft der Salvatorianer betreut, die hier auch ein Hospiz betreiben. Pfarrer in Kaisermühlen ist seit 1. September 2008 Pater Martin Bauer. Die Donaucitykirche ist eine Rektoratskirche der Pfarre Kaisermühlen, verantwortlicher Rektor ist seit 1. September 2013 Pater Franz Exiller.
In dem 1904 nach Entwürfen von Wilhelm Schimitzek und Franz Anderle errichteten, denkmalgeschützten Schulgebäude an der Schüttaustraße ist die Volksschule Kaisermühlen untergebracht.
Im Nordwesten der Donau City befindet sich seit 2001 die Feuerwache Kaisermühlen sowie ein Stützpunkt des Arbeiter-Samariter-Bundes.
Auf der von der Alten Donau und ihren Nebenarmen umschlossenen Insel Gänsehäufel befindet sich das gleichnamige Strandbad, das über eine Brücke erreichbar ist. Zwar nutzen viele Wiener seit den 1980er Jahren die Möglichkeit, gratis entlang der Ufer der Donauinsel ihrem Badevergnügen nachzugehen, dennoch zählt das Strandbad Gänsehäufel auch heute noch zu den meistbesuchten Sommerbädern Wiens. Daher erlebt Kaisermühlen an heißen Tagen einen regelrechten Gänsehäufel-Tourismus, bei dem die Linienbusse, die unter anderem die Strecke zwischen der U-Bahn-Station Kaisermühlen und dem dem Gänsehäufel-Eingang nahe liegenden Schüttauplatz befahren, an die Grenzen ihrer Kapazitäten stoßen.

## Kulturelles und Mediales
Ernst Hinterberger hat mit seiner 1992–1999 produzierten Fernsehserie Kaisermühlen-Blues, die im Kaisermühlner Gemeindebau Schüttauhof sowie an anderen Schauplätzen in diesem Grätzl spielt, dem Stadtteil ein Denkmal gesetzt. Auch eine Folge der Serie Alltagsgeschichten von Elizabeth T. Spira widmete sich den Bewohnern Kaisermühlens.
Im Südosten von Kaisermühlen befand sich von 1996 bis 2014 der Campus der Webster University Vienna, in dessen Innenhof der – von außen nicht mehr sichtbare – Backstein-Schornstein einer an diesem Standort ursprünglich situierten Fabrik als Industriedenkmal erhalten geblieben ist.